# Scopula callibotrys
Scopula callibotrys là một loài bướm đêm trong họ Geometridae.